# Poroshinskaya
Poroshinskaya (del ruso: Порошинская) es un posiólok del raión de Tijoretsk del krai de Krasnodar, en Rusia. Está situado 19 km al este de Tijoretsk y 140 km al nordeste de Krasnodar, la capital del krai. Tenía 21 habitantes en 2010. 
Pertenece al municipio Ternóvskoye.

## Transporte
Cuenta con una estación ferroviaria, en la línea Tijoretsk-Salsk.